# Vi (文本编辑器)
vi是一种计算机文本编辑器，由美國計算機科學家比爾·喬伊（Bill Joy）完成编写，并於1976年以BSD协议授權发布。

## 关于vi
vi是“Visual”的不正规的缩写，来源于另外一个文本编辑器ex的命令visual。
vi是一种模式编辑器。不同的按钮和键击可以更改不同的“模式”。在“插入模式”下，输入的文本会直接被插入到文档；当按下“退出键”，“插入模式”就会更改为“命令模式”，并且光标的移动和功能的编辑都由字母来响应，例如：“j”用来移动光标到下一行；“k”用来移动光标到上一行，“x”可以删除当前光标处的字符，“i”可以返回到“插入模式”（也可以使用方向键）。在“命令模式”下，敲入的键（字母）并不会插入到文档，这给新接触vi的用户带来混乱。
在“命令模式”下，多重文本编辑操作是由一组键（字母）来执行，而不是同时按下<Alt>、<Ctrl>和其他特殊键来完成。更多复杂的编辑操作可以使用多重功能基元的组合，比如说“dw”用来删除一个单词，“c2fa”可以更改当前的光标处中“a”之前的文本。这就是说：对于熟练的vi用户可以更快的操作，因为双手就可以不必离开键盘。
早期的版本中，vi并没有指示出当前的模式，用户必须按下“退出键”来确认编辑器返回“命令模式”（会有声音提示）。当前的vi版本可以在“状态条”中（或用图形显示）。最新的版本中，用户可以在“终端”中设置并使用除主键盘以外的其他键，例如：PgUp，PgDn，Home，End和Del键。图形化界面的vi（如gvim）可以很好的支持鼠标和菜单。
在Emacs出现（1984年）之前，vi几乎是所有“黑客”所使用的标准UNIX编辑器。从2006年开始，作为“单一UNIX规范”的一部分，vi或vi的一种变形版本一定会在UNIX中找到。
直到现在，vi仍然被广泛的使用，并且赢得1991年在USENET的票选；vi比Emacs的Bulkier版本启动的更快，并且占内存更少。因此，甚至Emacs的追随者又重新使用vi，并且作为邮件编辑器和其他小型编辑工作的首选。1999年時，著名的歐萊禮出版社卖出了比Emacs更多的vi参考书。
当救急软盘作为恢复硬盘崩溃的媒介以来，vi通常被用户选择，因为一张软盘正好存储下vi，并且几乎所有人都可以很轻松的使用vi。
在编辑器之战中，vi和Emacs是作战的双方。

## vi琐事

ADM3A鍵盤排法，注意該鍵盤沒有獨立的方向鍵，而是與HJKL鍵共用。

- vi是在加州大学伯克利分校的Evans Hall中，使用"Lear-Siegler ADM3A（英语：ADM-3A）终端”编写完成，在这台机器上的“退出键”（Esc），也就是今天鍵盤“表格键”（Tab）的位置，目前vi用户仍使用“退出键”（Esc）来转换状态。
- Emacs的支持者一直说vi拥有极其恶毒的界面。
- 使用vi的巨集，David Hitz开发出了“图灵机模拟器”。
- Snap.com使用vi的界面和命令开发了visearch.com搜索引擎。

## vi的衍生物
- BSD vi 3.7是现代UNIX系统的移植之一，它使用ed作为字库。
- 作为ex/vi编辑器，nvi被预安装在第四代BSD上（4BSD（英语：History_of_the_Berkeley_Software_Distribution#4BSD））。
- Vim（Vi IMproved）是一种升级版，类似nvi。在大多数Linux系统中都安装了Vim。
- Elvis（英语：Elvis (text editor)）是一个免费软件，可以安装在UNIX和其他系统中。
- Vigor是流行的vi UNIX编辑器版本，含有Vigor助手，被作为对抗Microsoft Office的Clippy。